# 크리스털 케이
크리스털 케이(영어: Crystal Kay Williams, 일본어: クリスタル・ケイ・ウィリアムズ, 1986년 2월 26일~)는 주로 일본에서 활동하는 여성 가수이다.

## 인물
가나가와현 요코하마시에서 태어났다. 아버지 (어린 시절에 이혼)는 아프리카계 미국인의 베이시스트, 어머니는 재일 한국인 3세의 가수로 그레이트 프로덕션 (전 소속 사무소)의 사장을 맡은 shunkay (슌케이. 구 예명:신시아)이다.
초등학교 때부터 요코스카시의 아메리칸 스쿨에 다녔기 때문에 영어를 잘하지만, 미국에 산 적은 없다.
피아노를 3년 정도 배웠으며, 조치 대학 국제 교양 학부 졸업하였다.

## 내력
1999년 7월, 〈Eternal Memories〉로 데뷔.

## 음반

### 싱글
| 매   | 발매일           | 타이틀                                                                       |
| ---- | ---------------- | ---------------------------------------------------------------------------- |
| 1st  | 1999년 7월 1일   | Eternal Memories                                                             |
| 2nd  | 1999년 9월 8일   | TEENAGE UNIVERSE〜Chewing Gum Baby                                           |
| 3rd  | 1999년 11월 3일  | こみちの花 골목길의 꽃                                                       |
| 4th  | 2000년 3월 22일  | Shadows of Desire                                                            |
| 5th  | 2001년 5월 9일   | Girl's Night                                                                 |
| 6th  | 2001년 7월 4일   | Ex-Boyfriend                                                                 |
| 7th  | 2001년 11월 28일 | think of U                                                                   |
| 8th  | 2002년 8월 7일   | hard to say                                                                  |
| 9th  | 2002년 10월 23일 | Girl U Love                                                                  |
| 10th | 2003년 1월 22일  | Boyfriend -partⅡ-                                                            |
| 11th | 2003년 6월 18일  | I LIKE IT                                                                    |
| 12th | 2003년 10월 22일 | Candy                                                                        |
| 13th | 2003년 11월 27일 | Can't be Stopped                                                             |
| 14th | 2004년 5월 12일  | Motherland                                                                   |
| 15th | 2004년 11월 17일 | Bye My Darling!                                                              |
| 16th | 2005년 1월 26일  | Kiss                                                                         |
| 17th | 2005년 5월 18일  | 恋におちたら 사랑에 빠지면                                                   |
| 18th | 2005년 10월 5일  | Two As One                                                                   |
| 19th | 2006년 2월 8일   | Kirakuni／Together                                                           |
| 20th | 2007년 1월 17일  | きっと永遠に 분명 영원히                                                     |
| 21st | 2007년 2월 28일  | こんなに近くで... 이렇게나 가까이서...                                       |
| 22nd | 2007년 5월 16일  | あなたのそばで 그대 곁에서                                                   |
| 23rd | 2008년 6월 11일  | 涙のさきに 눈물의 앞에                                                       |
| 24th | 2008년 7월 16일  | ONE                                                                          |
| 25th | 2009년 8월 13일  | After Love -First Boyfriend- feat. KANAME（CHEMISTRY）／Girlfriend feat. BoA |
| 26th | 2010년 11월 24일 | Journey 〜君と二人で〜 Journey ~너와 둘이서~                                 |
| 27th | 2011년 12월 14일 | Superman                                                                     |
| 28th | 2012년 3월 14일  | デリシャスな金曜日／ハルアラシ 딜리셔스한 금요일/춘람                        |
| 29th | 2012년 6월 6일   | Forever                                                                      |
| 30th | 2015년 6월 3일   | 君がいたから 네가 있었으니까                                                 |
| 31st | 2015년 9월 16일  | REVOLUTION                                                                   |
| 32nd | 2016년 3월 23일  | サクラ 벚꽃                                                                  |

### 앨범
| 매   | 발매일           | 타이틀                      |
| ---- | ---------------- | --------------------------- |
| 1st  | 2000년 3월 23일  | C.L.L ~CRYSTAL LOVER LIGHT~ |
| 2nd  | 2001년 8월 22일  | 637 -always and forever-    |
| 3rd  | 2002년 10월 23일 | almost seventeen            |
| 4th  | 2003년 11월 27일 | 4 REAL                      |
| 5th  | 2005년 3월 2일   | Crystal Style               |
| 6th  | 2006년 2월 22일  | Call me Miss...             |
| 7th  | 2007년 6월 20일  | ALL YOURS                   |
| 8th  | 2008년 8월 6일   | Color Change!               |
| 9th  | 2010년 12월 8일  | Spin The Music              |
| 10th | 2012년 6월 27일  | VIVID                       |
| 11th | 2015년 12월 16일 | Shine                       |

#### 미니 앨범
| 매  | 발매일           | 타이틀  |
| --- | ---------------- | ------- |
| 1st | 2007년 11월 28일 | Shining |
| 2nd | 2010년 6월 16일  | FLASH   |